# LUV DELUXE
LUV DELUXE（ラブ デラックス）は、日本の歌手グループ。1996年から1997年まで活動していた。

## 概要
結成のきっかけは、DREAMS COME TRUE（以下、ドリカム）が1995年に行ったコンサートツアー『史上最強の移動遊園地 ドリカムワンダーランド '95★50万人のドリームキャッチャー』において、バックダンサーとしてZOOのメンバーのうち5人が参加したことに遡る。この5人のうちSAE、CAP、HIROの3人が、1995年一杯でZOOが解散したことを受けて結成したのが本グループである。LUV DELUXEとしてはドリカムの吉田美和・中村正人のプロデュースで1996年にデビューしているほか、同年のドリカムのコンサートツアー『LOVE UNLIMITED∞』にも参加して曲を披露していたが、セールス的な結果は芳しくなく翌年に解散。

## 作品

### シングル
- どうなってんだ!（1996年7月22日）
  - 表題曲は、観音崎すみれ（吉田美和のペンネーム）が作詞、中村正人が作曲を担当。
- トパーズの涙（1996年10月23日）

### ミニアルバム
- LUV DELUXE（1997年1月22日）